# Caria melino
Caria melino är en fjärilsart som beskrevs av Dyar 1912. Caria melino ingår i släktet Caria och familjen Riodinidae. Inga underarter finns listade i Catalogue of Life.